# Шумляны
Шумляны (укр. Шумляни) — село в Саранчуковской сельской общине Тернопольского района Тернопольской области Украины.
До 2020 года входило в Подгаецкий район.
Население по переписи 2001 года составляло 1196 человек. Почтовый индекс — 48031. Телефонный код — 3542.